# Super Castlevania IV
Super Castlevania IV, i Japan Akumajō Dracula, SNES-spel från Konami. Ingår i Castlevania-serien och utkom i Japan den 31 oktober 1991, i USA 1991 och i Europa den 27 augusti 1992.